# Степто (Вашингтон)
Степто (англ. Steptoe) — переписна місцевість (CDP) в США, в окрузі Вітмен штату Вашингтон. Населення — 160 осіб (2020).

## Географія
Степто розташоване за координатами 47°0′27″ пн. ш. 117°21′1″ зх. д. / 47.00750° пн. ш. 117.35028° зх. д. (47.007401, -117.350209).  За даними Бюро перепису населення США в 2010 році переписна місцевість мала площу 5,75 км², уся площа — суходіл.

## Демографія
Згідно з переписом 2010 року, у переписній місцевості мешкало 180 осіб у 83 домогосподарствах у складі 54 родин. Густота населення становила 31 особа/км².  Було 88 помешкань (15/км²).
Расовий склад населення:
| - 95,6 % — білих - 1,1 % — корінних американців - 0,6 % — чорних або афроамериканців |

До двох чи більше рас належало 2,2 %. Частка іспаномовних становила 0,0 % від усіх жителів.
За віковим діапазоном населення розподілялося таким чином: 17,8 % — особи молодші 18 років, 62,8 % — особи у віці 18—64 років, 19,4 % — особи у віці 65 років та старші. Медіана віку мешканця становила 47,6 року. На 100 осіб жіночої статі у переписній місцевості припадало 100,0 чоловіків;  на 100 жінок у віці від 18 років та старших — 89,7 чоловіків також старших 18 років.
Середній дохід на одне домашнє господарство  становив 62 355 доларів США (медіана — 62 750), а середній дохід на одну сім'ю — 73 370 доларів (медіана — 88 750). Медіана доходів становила 50 208 доларів для чоловіків та 35 938 доларів для жінок. За межею бідності перебувало 11,5 % осіб, у тому числі 10,7 % дітей у віці до 18 років та 17,9 % осіб у віці 65 років та старших.
Цивільне працевлаштоване населення становило 89 осіб. Основні галузі зайнятості: освіта, охорона здоров'я та соціальна допомога — 28,1 %, виробництво — 14,6 %, публічна адміністрація — 11,2 %, будівництво — 10,1 %.